# Poliskollegium
Poliskollegium var i Sverige 1925–1961 ett kollegium i ett landstingsområde eller i en stad som inte tillhörde ett landsting för disciplinära bestraffningar av polispersonal. 
Om en polischef ansåg att det behövdes strängare straff än vad han själv, enligt gällande regelverk, kunde utdöma hänsköts avgörandet till poliskollegiet. Ett sådant skulle finnas för varje landstingsområde och för varje stad som stod utanför landstingen. Poliskollegium bestod av fyra ledamöter jämte suppleanter, samtliga tillsatta för fyra kalenderår i sänder. Ordförande, som skulle vara ordinarie lagfaren underdomare, tillsattes av Kungl. Maj:t; övriga ledamöter valdes av vederbörande landsting eller stadsfullmäktige.